# Familia Barzini
La familia Barzini es una familia mafiosa ficticia que aparece en la novela de Mario Puzo «El Padrino», en la película «El Padrino», basada en la novela y dirigida por Francis Ford Coppola. También aparece en la segunda entrega de videojuegos del padrino, de forma más completa, debido a su apariencia en las misiones secundarias y por su ornigrama en el informe de Tom Haggen en el menú de pausa del videojuego; y en la primera reproducción de videojuego, basada también en la primera película, nombrada «The godfather: The five families». Representa la segunda familia más poderosa en la ciudad , después de los Corleone. También compite contra las Familias Tattaglia, Stracci I Cuneo. Su jefe es Don Emilio Barzini, el cual es el mayor responsable de la muerte de Sonny Corleone I, en el videojuego se destaca por matar a Johnny Trapanni en el principio del videojuego, padre de Aldo Trapanni, el protagonista del videojuego. En la película aparece en solo tres escenas: en la boda de Connie, en la reunión de las cinco familias que controlan Nueva York, convocada por Don Vito Corleone I que aparece por última vez en el momento de su muerte. Según el videojuego la familia reside en Midtown Manhattan y está compuesta aparte por Don Emilio Barzini, Don Emilio Barzini Jr. como subjefe, Don Domenico Mazza como consigliori I uno de sus otros miembros más importantes es Gran Bobby toro.

## Historia en El Padrino (película)
La familia está gobernada por Emilio Barzini, un hombre respetable y que al principio pasa desapercibido en sus actividades mafiosas. Esta familia ordena la muerte Santino Corleone (hijo de don Corleone) y compra a varios miembros de dicha familia, como a Carlo Rizzi (marido de la hija de don Corleone) y a Salvatore Tessio (un caporegime de la familia Corleone). Más tarde Emilio Barzini es asesinado por Al Neri (un miembro de la familia Corleone) al salir del juzgado.
El jefe de los Barzini muere a la vez que mueren los jefes de las otras familias, Salvatore Tessio, Carlo Rizzi y Moe Greene (este último es el dueño de varios hoteles y casinos en Las Vegas). Todos mueren a manos de la familia Corleone, el último, por no ceder a venderle los hoteles y casinos a la ya dicha familia.
- Datos: Q8960810